# Вовк Володимир Миколайович
Володимир Миколайович Вовк (21 червня 1972, м. Тернопіль — 7 лютого 2016, смт Очеретине Донецької області) — український військовий медик 58-ї окремої механізованої бригади. Капітан медичної служби, ординатор медичного відділення медичної роти.

## Життєпис

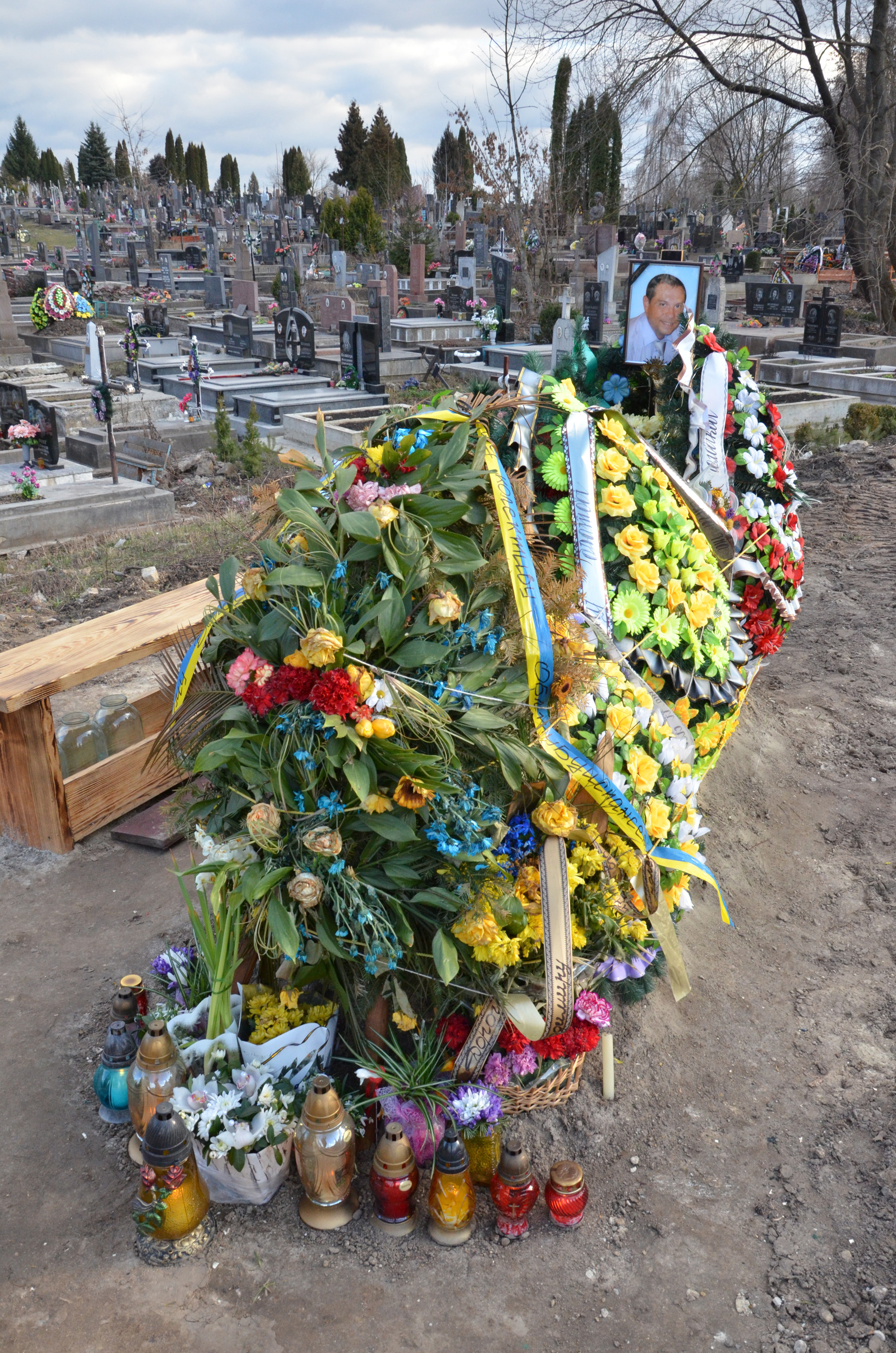
Могила Володимира Вовка

Закінчив Тернопільську державну медичну академію (1995) лікар-хірург.
Проживав у Тернополі, був одружений. Працював фтизіатром у Тернопільському обласному протитуберкульозному диспансері. Під час Революції Гідності їздив до Києва на Майдан.
Мобілізований 6 лютого 2015 року. Мав проблеми з серцево-судинною системою, але комісія визнала його частково придатним до військової служби. Якийсь час був у тренувальному таборі на Житомирщині, потім — на Сумщині, згодом — на Рівненщині, а тоді його відправили на Донеччину, у складі медичного відділення медичної роти військової частини В 0425. Служив поблизу Донецька.
Помер 7 лютого 2016 року в смт Очеретиному Донецької області, зупинилося серце. Похований 11 лютого на Алеї Героїв Микулинецького цвинтаря м. Тернополя.

## Відзнаки
- 19 серпня 2016 року Тернопільська міська рада присвоїла звання «Почесний громадянин міста Тернополя» (посмертно)[3].